# Luis Llorens Torres
Luis Llorens Torres (Juana Díaz, 14 de mayo de 1876 - Santurce, 16 de junio de 1944) fue un poeta y periodista puertorriqueño.

## Biografía
Realizó estudios de enseñanza primaria en su ciudad natal y comenzó a la edad de 12 años los de secundaria en Maricao, obteniendo el título de  bachillerato en literatura y ciencia. Gracias a su familia tuvo oportunidad de acceder a la educación superior y se trasladó a España. El sentimiento de separación quedó vivamente reflejado en su poema "Valle de Collores".
Cursó estudios en Universidad de Barcelona durante tres años. Obtuvo la titulación de abogado por la Universidad de Granada y doctorándose en Filosofía y Letras. En 1898 publicó su primer libro, América, y al siguiente el primero de poesía, Al pie de la Alhambra, dedicado a la granadina Carmen Rivero, por entonces su novia, con quien contraería matrimonio el 23 de enero de 1901, regresando posteriormente a Puerto Rico, cuando ya se había producido el cambio de soberanía. 
Ingresó en el Partido Federal, defensor de la independencia de la isla, de lo cual dejaría constancia en su poema "El patito feo". Ocupó un escaño legislativo en la Cámara de Delegados entre 1908-1910. Fue incluido por Osvaldo Bazil en la antología poética Parnaso Antillano (Barcelona, 1916). Su composición más conocida es probablemente "La canción de las Antillas".
Colaboró en los periódicos de Puerto Rico ocupándose de asuntos históricos y políticos. En 1913 fundó la Revista de las Antillas, considerada  importante órgano de difusión del modernismo hispanoamericano. Fue uno de los fundadores y redactores de Juan Bobo y Juana Boba , semanario de crítica independiente, en el que utilizó e hizo conocido su pseudónimo "Luis de Puerto Rico".